# Tridentella saxicola
Tridentella saxicola là một loài chân đều trong họ Tridentellidae. Loài này được Hale miêu tả khoa học năm 1925.